# セミョーン・ブィチコフ
セミョーン・トロフィモヴィチ・ブィチコフ (ロシア語: Семён Трофимович Бычков、ラテン文字転写: Semyon Trofimovich Bychkov、1918年5月15日 - 1946年11月4日) は、第二次世界大戦中のソ連人軍用機パイロットである。彼は初め赤色空軍で従軍し、17機のドイツ機を撃墜した。1943年、ブィチコフはソ連における最高の栄誉であるソ連邦英雄を贈られた。ドイツ軍によって撃墜され捕縛された後、ブィチコフは寝返り、ロシア解放軍 (ROA) の保護のもと、ロシア民族解放運動委員会第1航空連隊の共同創設者となった。
1945年4月、ブィチコフはアメリカ第3軍に投降し、その後ソ連軍に引き渡された。彼は反逆者として裁かれ、銃殺刑に処せられ、死後1947年3月21日にすべてのソ連の褒賞を剥奪された。

## 前半生とキャリア
ブィチコフは、ヴォロネジ州ペトロフカ村に生まれた。1939年、彼はソ連赤軍に徴兵され、空軍に配属された。彼はボリソグレプスク赤旗勲章飛行学校を卒業し、第12予備航空連隊で教育を継続した後、第287戦闘航空連隊の一員として前線に送られたが、後に第482戦闘航空連隊で副中隊長となった。彼は東部戦域の西部および北西戦線で戦闘を経験した。
1942年6月、墜落事故を起こしたため、ブィチコフは軍事裁判所から労働収容所5年の刑を宣告された。10月1日、戦争評議会が判決を取り消し、ブィチコフは軍務を継続した。1943年8月までに、彼は60回の空中戦に参加し、17機のドイツ機を撃墜していた。1943年9月2日、彼はソ連邦英雄の称号を受け取った。

## ドイツへの協力
1943年12月10日、ブィチコフは対空砲火により撃墜され、意識不明の状態で捕らえられた。ドイツ軍の病院で回復した後、彼はスヴァウキにあった拘束されたパイロット向けの収容所へ送られた。
1944年、ブィチコフはドイツ軍に協力することに同意し、ロシア解放軍 (ROA) の保護の下でロシア民族解放運動委員会第1航空連隊を共同創設し、ドイツの剣付2等東方民族功労章を授与された。ブィチコフは次いでドヴィンスク近郊で対パルチザン戦に参加し、ROAにおける夜間爆撃の指導者となった。

## ソ連への帰国
戦争終結の際、ブィチコフはウラソフの軍隊の他の構成員とともに米第3軍の第12軍団に投降した。9月、彼はシェルブールから移送され、ソ連に引き渡された。
1946年8月24日、ブィチコフはモスクワ軍管区裁判所によって裁かれ、死刑を宣告された。翌日ブィチコフは恩赦を求めて控訴をしたが却下され、判決は同年11月4日に執行された。死後の1947年3月21日、彼はソビエト連邦から授与されていたすべての栄誉を剥奪された。